# 新横浜歯科衛生士・歯科技工士専門学校
新横浜歯科衛生士・歯科技工士専門学校（しんよこはましかえいせいししかぎこうしせんもんがっこう）は、横浜市港北区新横浜にある「歯科技工士」を養成する厚生労働大臣指定の専修学校。運営は、学校法人共生学園（がっこうほうじんきょうせいがくえん）が行っている。

## 概要
歯科技工士の最新技術、知識の習得を目指し１年時は、基本技術と２年時には、特殊な最新技術を身につける事を目的とした2年生のカリキュラム構成をしている。
定員は40名。男女共学。全国歯科技工士教育協議会、一般社団法人全国歯科技工士学校協会、一般社団法人神奈川県専修学校各種学校協会の会員校である。
系列校に新横浜歯科衛生士専門学校があり、歯科医療に特化した教育を行っている。

## 設置学科
歯科技工士学科

## 取得目標資格
歯科技工士（受験資格）

## 沿革
- 昭和52年4月　医療法人財団「共生会歯科技工士学校」設立。理事長浅野信行。学校長尾花甚一。
- 昭和53年4月　専門学校認可取得。医療法人財団「共生会歯科技工専門学校」となる。
- 昭和56年4月　学校法人共生学園の認可取得。理事長五十嵐稔。学校長浅野信行。
- 昭和61年1月　五十嵐稔理事長逝去。浅野信行学校長、第2代理事長を兼任。
- 平成15年4月　学校長河野篤就任。
- 平成22年4月　「新横浜歯科技工士専門学校」に校名変更。
- 平成27年4月　理事長浅野倉栄就任。
- 平成29年4月　学校長細井紀雄就任。
- 令和2年4月　新横浜歯科衛生士専門学校と統合し新横浜歯科衛生士・歯科技工士専門学校となる。

## 所在地
〒222-0033　神奈川県横浜市港北区新横浜2-5-8